# Jakob Botta d’Adorno
Marchese Jakob Botta d’Adorno (* 1729 in Cremona; † 17. Januar 1803 in Brünn) war k.k Feldmarschall und zuletzt Kommandierender General in Mähren.
Sein Vater war der Feldmarschall Anton Botta d’Adorno.
Jakob kam bereits mit 15 Jahren als Fähnrich in das Infanterieregiment No. 12, dessen Inhaber sein Vater war. Dort wurde er  1747 Unterlieutenant, 1749 zum Kapitänlieutenant und 1752 zum Hauptmann ernannt. Am Beginn des Siebenjährigen Krieg wurde er 1756 zum Major befördert. Er kämpfte in der Schlacht bei Kolin auf dem rechten Flügel und wurde für seine Tapferkeit mit dem Maria-Theresia-Orden ausgezeichnet und zum Oberstlieutenant befördert. Der österreichische Oberbefehlshaber Daun zeigt sich beeindruckt und bemerkte „Man sollte dem Regimente Botta den [Theresien] Orden in die Fahne sticken“ (Neben Adorno erhielte zwei weitere Offiziere den Orden). Er kämpfte 1757 in der Schlacht bei Breslau und wurde dafür zum Oberst des Infanterieregiments No. 29 (Braunschweig-Wolfenbüttel) ernannt. Am 3. Juli 1760 wurde er mit Rang vom 15. Juni 1759 zum Generalmajor befördert. Am 23. Juni 1760 kämpfte er bei Landeshut und eroberte den stark befestigten Buchberg. Im Jahr 1761 wurde er Kommandant des in Schlesien gezogenen Kordons.
Nach dem Krieg wurde er 1767 zum zweiten Inhaber der Infanterieregiments No. 1 (Kaiser) ernannt und am 19. Januar 1771 mit Rang vom 30. Juli 1767 zum Feldmarschall-Lieutenant befördert. Während der Bayrischen Erbfolgekriegs war er Kommandant in Mähren und Oberschlesien. Am 15. Februar 1786 wurde er mit Rang vom 28. Januar 1785 zum Feldzeugmeister befördert und zum Kommandierenden General in Mähren ernannt. Dort wurde er 1790 mit Rang vom 3. Mai 1790 zum Feldmarschall befördert. Im Jahr 1798 legte er seine Ämter nieder und ging nach Brünn. Er starb dort im Jahr 1803.